# Poiana Brașov
Poiana Brașov (germană Schulerau) este o localitate componentă a municipiului Brașov din județul Brașov, Transilvania, România.

## Istoric
Poiana a fost din vechi timpuri destinația drumețiilor și a practicării sporturilor de iarnă. Prima mențiune documentară a acestui loc datează din anul 1427, în contextul activităților de oierit ce aveau loc aici. Schiorii au urcat Postăvaru încă din anul 1895, iar în anul 1906, în Poiana Brașov a avut loc primul concurs de schi. Prin preajma lui 1950, stațiunea s-a menținut în limitele dotărilor naturale. Doar câteva vilișoare sau cabane puteau fi zărite ici-colo. În anul 1951, la Poiana Brașov, au loc Jocurile Mondiale Universitare de iarnă. Cu această ocazie, se dă în folosință un modern hotel al sporturilor și primul teleferic - Poiana-Postăvarul - pe o lungime de 2.150m. Urmează apoi alte și alte amenajări și dotări, care au adus Poiana la înfățișarea pe care o cunoaștem astăzi.

## Descriere
Poiana Brașov dispune de 12 pârtii de schi cu grade diferite de dificultate (Bradul - 458 m, Kanzel - 350 m, Sulinar - 2441 m, Ruia - 540 m, Subteleferic 1 - 495m, Subteleferic 2- 2220 m, Lupului - 2860 m, Drumul Roșu - 3821 m, Stadion - 300 m), terenuri de sport, un lac, discoteci, baruri și restaurante. Cazarea este asigurată în hoteluri de lux, pensiuni, vile sau cabane. De asemenea, în Poiana Brașov se află o stație de ambulanță și una de poliție precum și un oficiu poștal. 
Stațiunea este de asemenea recomandată pentru tratamentul nevrozei astenice, pentru stări de epuizare și surmenaj fizic și intelectual, pentru anemii secundare și boli endocrine, pentru boli ale aparatului respirator. Deseori, iarna, temperatura ajunge la -15oC.

## Biodiversitate
Zona muntoasă (pădurile, pășunile și pajiștile) ce împrejmuiește stațiunea, protejează o gamă diversă de plante din flora spontană (arbori, arbuști, ierburi și flori) și asigură condiții de hrană și adăpost mai multor specii din fauna sălbatică a României.
Flora lemnoasă este constituită din arbori și arbuști cu specii de: brad (Abies alba), molid (Picea Abies), zâmbru (Pinus cembra), pin de pădure (Pinus sylvestris), larice (Larix decidua), tisă (Taxus baccata), frasin (Fraxinus excelsior), arin (Alnus glutinosa), jneapăn (Pinus mugo), ienupăr (Juniperus communis), păducel (Crataegus monogyna), smârdar (Rhododendron myrtifolium), soc  (Sambucus nigra), alun (Corylus avellana), zmeur (Rubus idaeus), măceș (Rosa canina), mur  (Rubus fruticosus), afin (Vaccinum myrtillus L.), merișor (Vaccinium vitis-idaea).
La nivelul ierburilor sunt întâlnite mai multe specii floristice (unele protejate la nivel european prin Directiva CE 92/43/CE din 21 mai 1992, privind conservarea habitatelor naturale și a speciilor de faună și floră sălbatică); dintre care: floare de colț (Leontopodium alpinum Cass), crinișor de stâncă (Lloydia serotina), sângele voinicului (Nigritella nigra), clopoțelul de munte (Campanula serrata), churechiul de munte (Ligularia sibirica), papucul doamnei (Cypripedium calceolus), coada șoricelului (Achillea oxyloba ssp. schurii), ceapă de munte (Allium victorialis), angelică (Angelica archangelica), limba cucului (Botrychium matricariifolium), ferigă de piatră (Cystopteris sudetica), iederă albă (Daphne blagayana), garofiță albă de stânci (Dianthus spiculifolius), „Mâna Maici Domnului” (Gymnadenia conopsea), crucea voinicului (Hepatica transsilvanica), untul-vacii (Orchis morio), stupiniță (Platanthera bifolia), țâța-vacii (Primula elatior ssp. leucophylla), bulbuc de munte (Trollius europaeus), buzișor (Corallorhiza trifida), gălbinel de munte (Doronicum carpaticum), talpa-ursului (Heracleum  palmatum), mirodea (Hesperis nivea), nopticoasă (Hesperis matronalis ssp. candida).
Faună sălbatică cu specii de mamifere, păsări, reptile, amfibieni și insecte; dintre care unele protejate la nivel național și internațional, sau aflate pe lista roșie a IUCN: urs brun (Ursus arctos), cerb (Cervus elaphus), căprioară (Capreolus capreolus), lup cenușiu (Canis lupus), vulpe (Vulpes vulpes), râs eurasiatic (Lynx lynx), veveriță roșcată (Sciurus vulgaris); cocoș de munte (Tetrao urogallus), vânturelul roșu (Falco tinnunculus), codroș de munte (Phoenicurus ochruros), șoim călător (Falco peregrinus), brumăriță de stâncă (Prunella collaris), cristel-de-câmp (Crex crex), stăncuță (Corvus monedula), porumbel gulerat (Columba palumbus), ciocârlie-de-câmp (Alauda arvensis), ciuf-de-pădure (Asio otus), corb (Corvus corax), ieruncă  (Tetrastes bonasia), acvilă-țipătoare-mică (Aquila pomarina), acvilă de munte (Aquila chrysaetos), șorecar comun (Buteo buteo), șorecar-încălțat (Buteo lagopus), forfecuță gălbuie (Loxia curvirostra), sticlete (Carduelis carduelis), pupăză (Upupa epops), cuc (Cuculus canorus), mierlă (Turdus merula), fluturașul de stâncă (Tichodroma muraria), mierla de apă (Cinclus cinclus), salamandra carpatică (Triturus montandoni), buhai de baltă cu burtă galbenă (Bombina veriegata), tritonul cu creastă (Triturus cristatus), viperă (Vipera berus), șopârlă de ziduri (Podarcis muralis), croitorul de fag (Rosalia alpina), gândacul de apă (Rhysodes sulcatus), apolonul negru (un fluture din specia Parnassius mnemosyne), cosașul transilvan (Pholidoptera transsylvanica).

## Obiective turistice

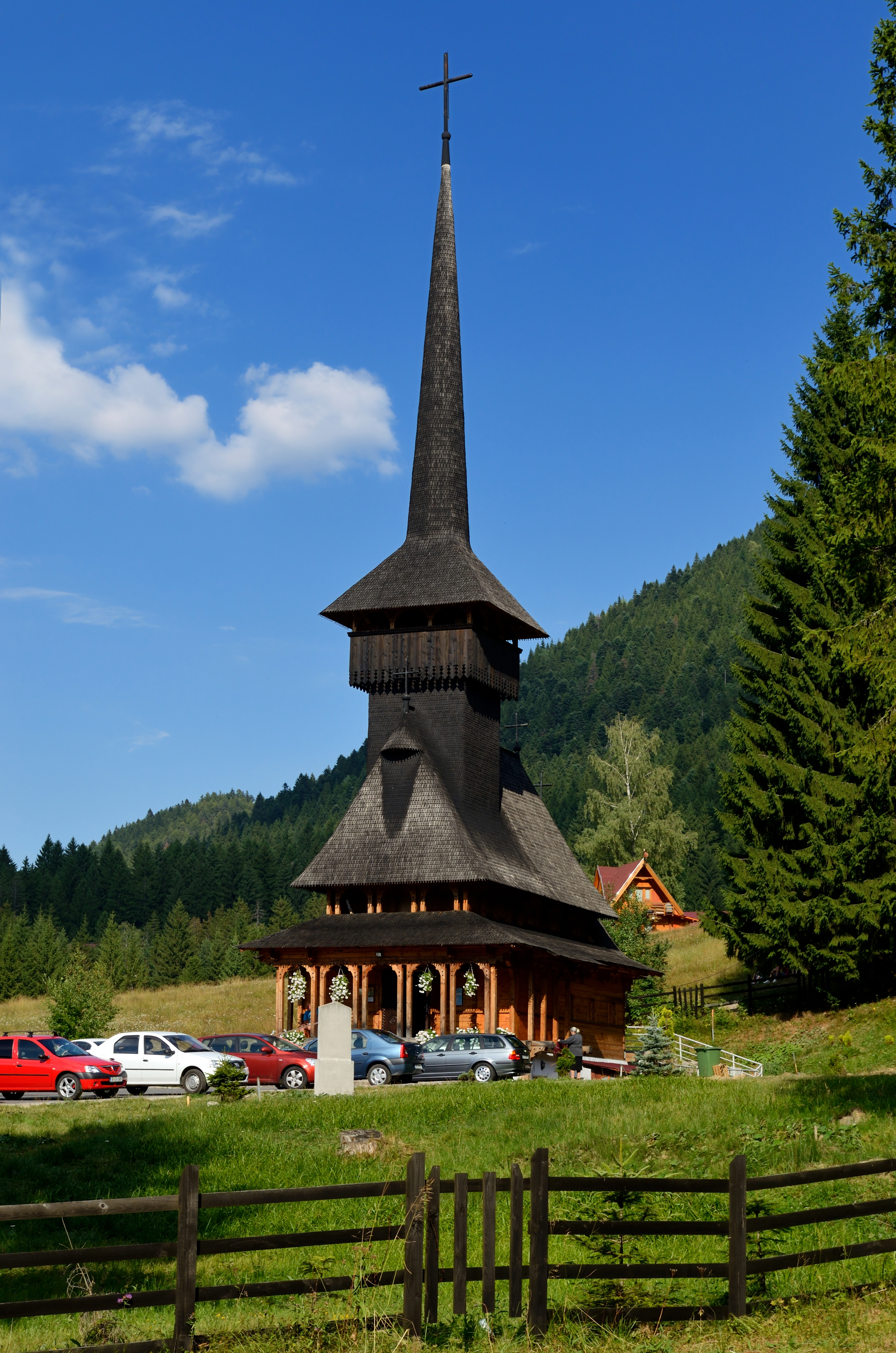
Biserica de lemn cu hramul „Sfântului Ioan”

- Biserica de lemn cu hramul „Sf. Ioan”
- Ariile naturale protejate aflate în vecinătate[8]: 
  - Masivul Postăvarul (sit de importanță comunitară - SCI[9] desemnat în scopul protejării biodiversității și menținerii într-o stare de conservare favorabilă a florei și faunei sălbatice, precum și a unor habitate de interes comunitar).
  - Colții Corbului Mare (rezervație naturală de tip botanic, cunoscută ăi sub denumirea de Stejărișul Mare).
  - Peștera Valea Cetății situată la aproximativ 3 km de orașul Râșnov, pe șoseaua Valea Cetății spre Poiană.

## Trasee montane
- Poiana Brașov - Vârful Cristianul Mare din Masivul Postăvarul.
- Poiana Brașov - Pietrele lui Solomon

## Pârtii de schi
Stațiunea Poiana Brașov (în sezonul rece) pune la dispoziția turiștilor un domeniu schiabil alcătuit din pârtii cu toate gradele de dificultate.
| Denumirea pârtiei | Lungime (m.) | Diferență de altitudine (m.) | Grad de dificultate |
| ----------------- | ------------ | ---------------------------- | ------------------- |
| Stadion           | 300          | 32                           | ușor                |
| Kanzel            | 359          | 134                          | dificil             |
| Ruia              | 540          | 198                          | dificil             |
| Bradul            | 458          | 77                           | ușor                |
| Subteleferic      | 1.000        | 280                          | dificil             |
| Sulinar           | 2.451        | 645                          | mediu               |
| Lupului           | 2.860        | 775                          | dificil             |
| Drumul Roșu       | 3.821        | 630                          | ușor                |

## Galerie de imagini

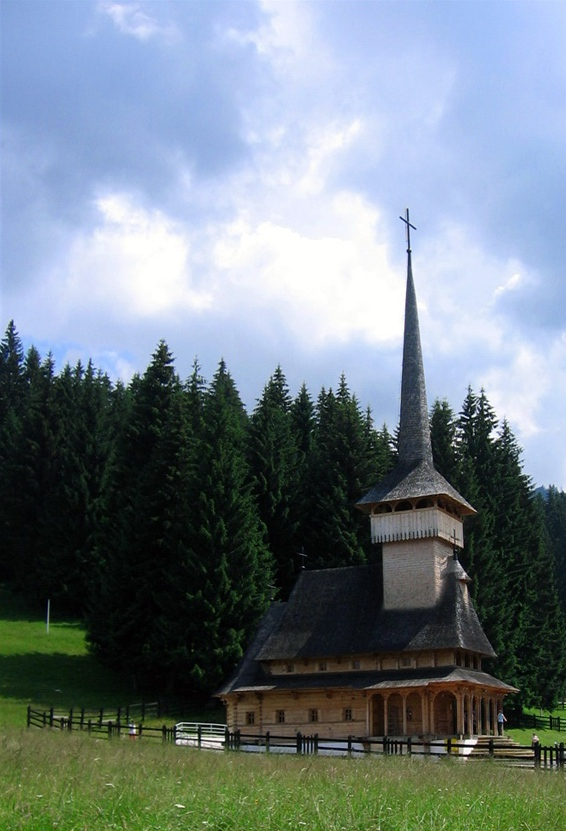
Biserica de lemn Sf. Ioan Botezătorul
Zapadă și sănii în Poiană
Aglomerație în Poiană
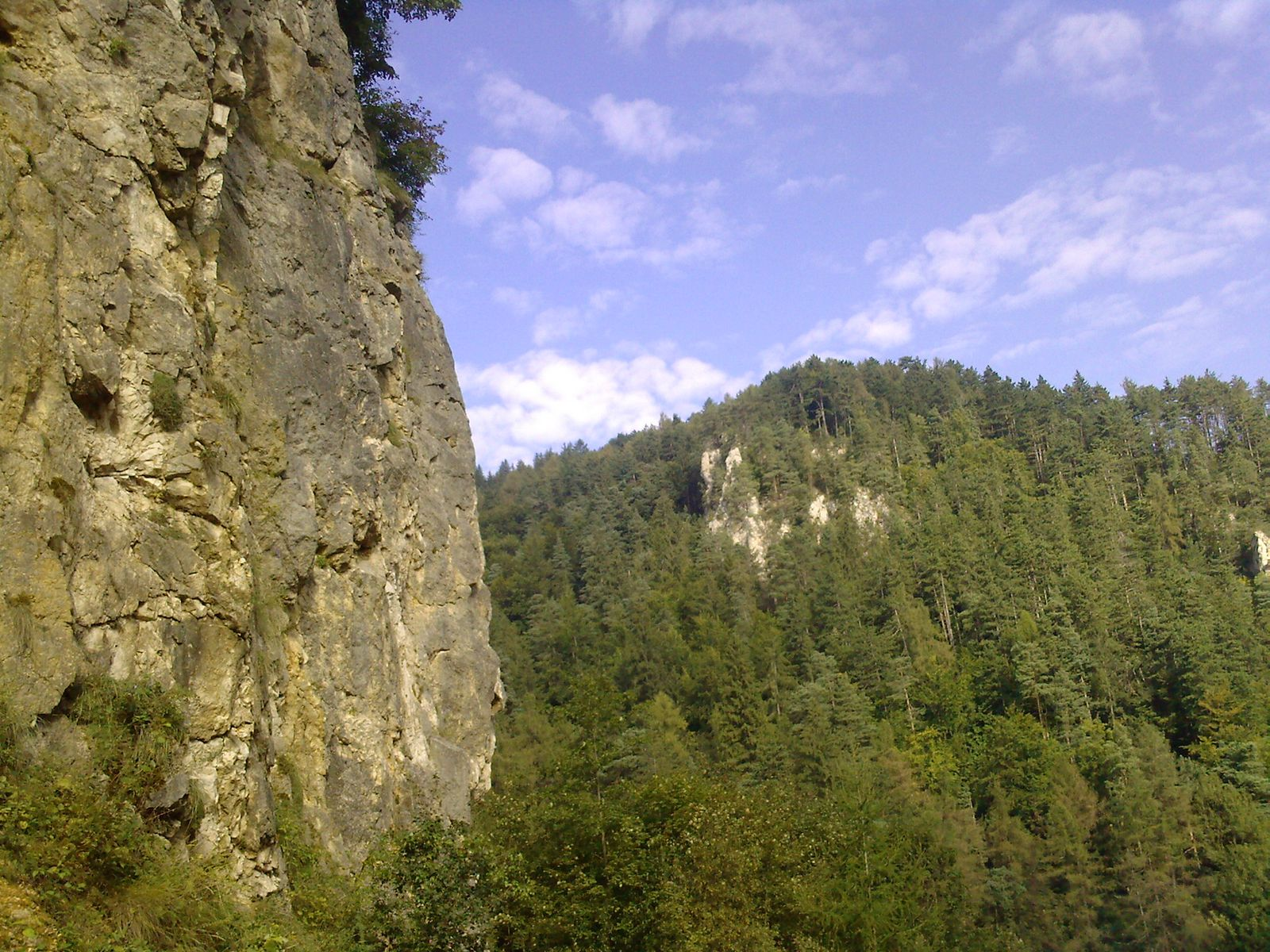
Pietrele lui Solomon
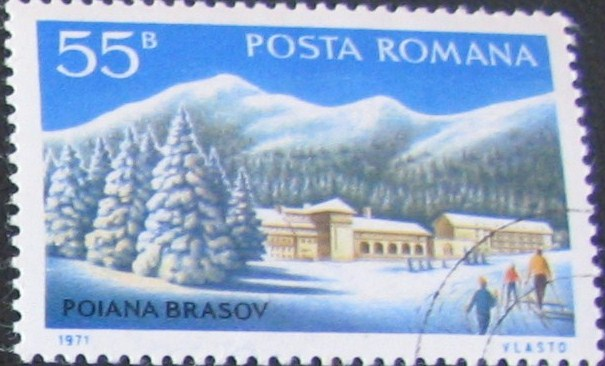
Timbru poștal românesc